# Plac Obrońców Poczty Polskiej
Plac Obrońców Poczty Polskiej (niem. Heveliusplatz) – plac w Gdańsku na Starym Mieście, w jednostce terytorialnej Osiek. Znajduje się on przy budynku Poczty Polskiej w Wolnym Mieście Gdańsku, słynnym z bohaterskiej obrony 1 września 1939.
Plac położony jest pomiędzy ulicami: Sierocą i Krościenka.

## Historia
Pierwotnie plac nosił nazwę Zuchthausplatz (pl. Domu Poprawczego), gdyż taka właśnie instytucja była przy nim zlokalizowana. W 1894 otrzymał nazwę Heveliusplatz (Jana Heweliusza).
Podczas ataku na pocztę było to miejsce z którego Niemcy prowadzili ostrzał. Samochody pancerne ADGZ ostrzeliwujące pocztę, stały właśnie na tym placu.
W 1979 na placu ustawiono pomnik Obrońców Poczty Polskiej w Gdańsku.

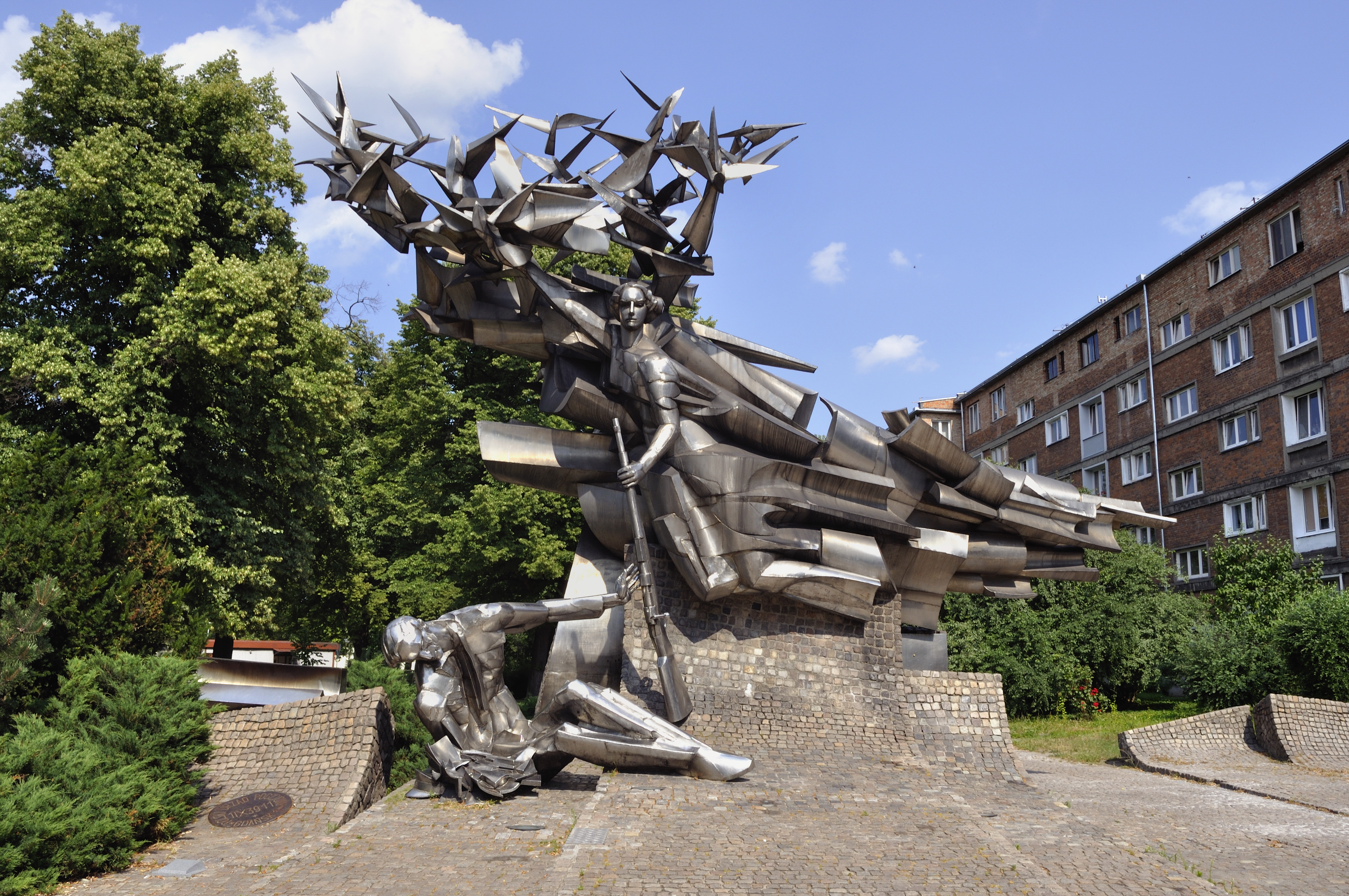
Pomnik
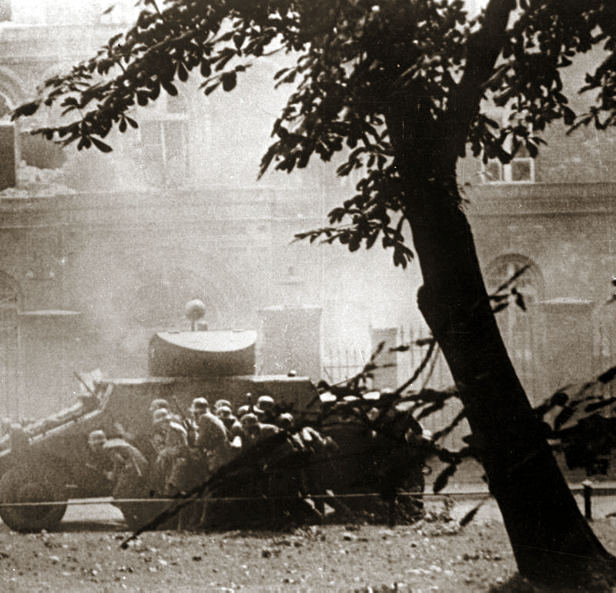
Niemiecki samochód pancerny ostrzeliwuje Pocztę Polską w Gdańsku.
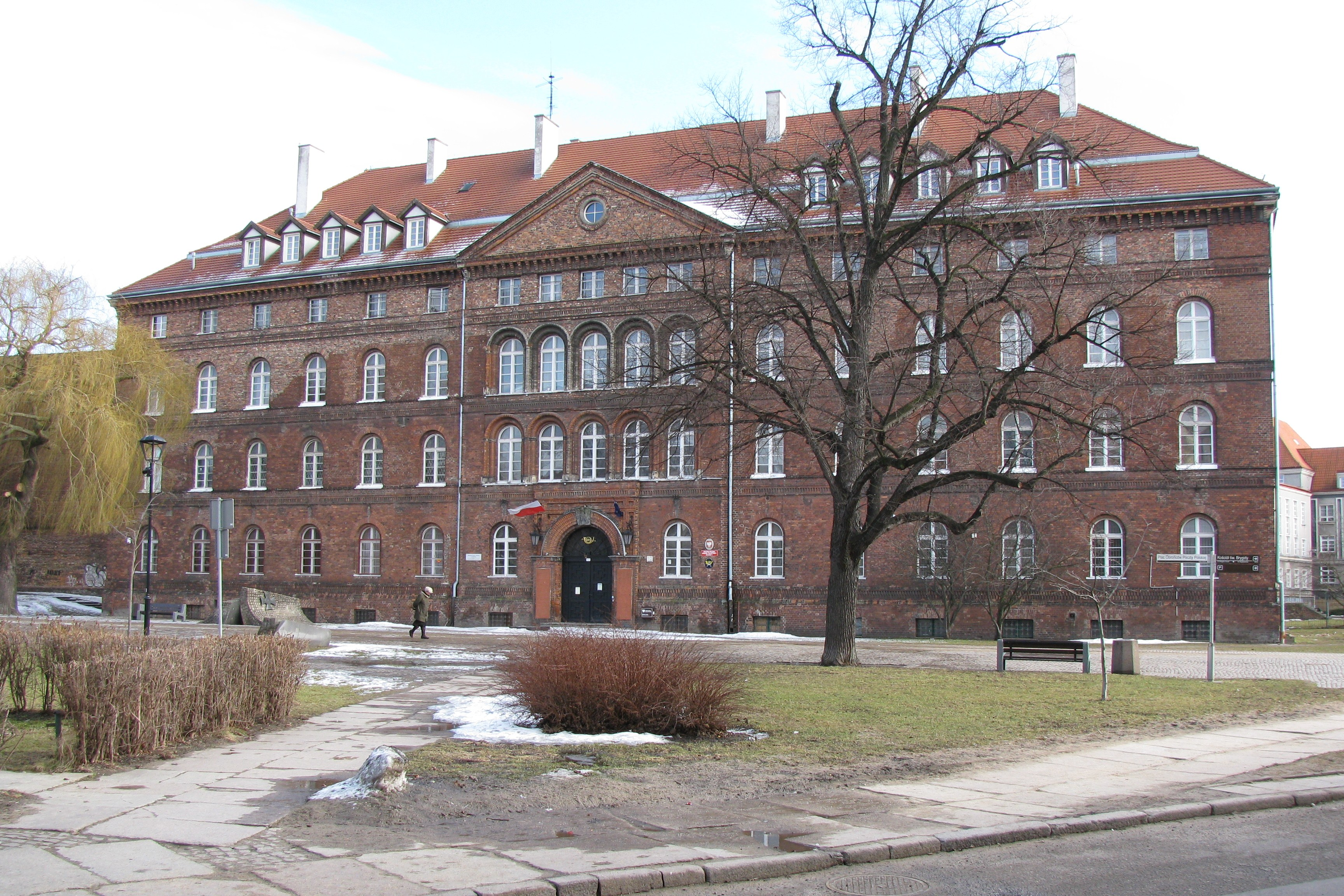
Budynek poczty, rok 2010.